# 金町コカブ
金町コカブ（かなまちこかぶ）は、小カブの一種で江戸東京野菜の一つである。

## 概要
カブは古来より日本で栽培され、聖護院かぶや天王寺蕪などの在来種が栽培されていた。明治時代の終わり頃、東京の金町村 （現在の葛飾区東金町）付近で、在来種と外国から輸入された品種との組み合わせにより生まれたのが金町コカブである。
金町コカブの誕生の経緯には二通りの説があり、一つ目が金町村の長谷録之助という人物が下千葉中生という品種を4月に早取りできるように品種改良したという説。二つ目が農商務省の三田育種場で栽培されていたフランス産の品種を譲り受けて栽培・採種するうちに在来種と自然交配して誕生したという説である。
温暖な気候とカブ栽培に適した土壌の金町村一帯で盛んに栽培された。新カブとして千住市場に出荷され、品質の良さから市場でも人気で、常に高値で取引されていた。
金町コカブの品種改良は絶えず行われ、全国各地で幅広く栽培されるようになっていった。

## 特徴
小ぶりで真っ白な根と青々とした葉を有している。在来種と比べて金町コカブは春に花芽が出にくく、春の栽培がしやすいという特徴がある。覆下栽培という方法により栽培される。煮崩れせず甘みもあるため、漬物以外にも味噌汁や吸い物、酢漬けなどにして食される。